# Старухи (фильм)
«Старухи» — российский художественный фильм 2003 года режиссёра Геннадия Сидорова.

## Сюжет
В заброшенной деревне вдалеке от городских хлопот, электричества и радио живут несколько старух говорящих на специфическом диалекте русского языка. Мужским вниманием, если не считать выходок Миколки (Сергей Макаров), местного пастуха с синдромом Дауна, дамы не избалованы. Да и вообще весь остальной мир, похоже, о них просто забыл. Лишь изредка заедет на очередные похороны непутевый родственник из столицы, зайдет за самогоном ушедший в самоволку солдат или примчится с соседнего полигона танк и разнесёт в щепы дом. Внезапно в глухую деревню приезжает на постоянное жительство семья беженцев из Средней Азии (в фильме они разговаривают на узбекском языке, хотя девочка поёт детскую песню на таджикском, в разных аннотациях к фильму семью причисляют то к узбекам, то к таджикам). Приезжие, бежавшие от войны, заводят хозяйство и устраивают свою жизнь, что не всегда нравится коренным жителям деревни: женщины встречают семью беженцев с недоверием и ксенофобскими теориями заговора. Но, находясь по разные стороны стены предубеждений, вскоре «старухи» и таджики сближаются через опыт трагедии.
В фильме много нецензурной лексики.

## Награды
- Приз за лучший дебют, специальный приз жюри, приз зрительских симпатий Геннадию Сидорову на кинофестивале русских фильмов в Онфлере в 2003 году.
- Приз «Серебро „Лістапада“» Геннадию Сидорову на международном кинофестивале «Лістапад» в Минске в 2003 году.
- Гран-при «Скифский олень» Геннадию Сидорову на международном кинофестивале «Молодость» в Киеве в 2003 году.
- Приз Управления Верховного комиссара ООН по делам беженцев, Диплом Гильдии киноведов и кинокритиков России «За творческую смелость в создании необычного ансамбля» на международном фестивале фильмов о правах человека «Сталкер» в Москве в 2003 году.
- Гран-при «Золотая роза», приз за лучший режиссёрский дебют, приз ФИПРЕССИ, приз гильдии киноведов и кинокритиков России Геннадию Сидорову на кинофестивале «Кинотавр» в Сочи в 2003 году.
- Главный приз Геннадию Сидорову на международном кинофестивале фильмов-дебютов в Анже в 2004 году.
- Премия «Ника» «За лучшую главную женскую роль» Валентине Березуцкой в 2004 году.

## В ролях
- Валентина Березуцкая — Фёкла
- Галина Смирнова
- Зоя Норкина
- Сергей Макаров — Миколка
- Тамара Климова
- Бронислава Захарова
- Никита Романенко
- Анастасия Любимова
- Геннадий Сидоров — Федька

и другие профессиональные и непрофессиональные актёры.